# T. J. Gottesdiener
T. J. Gottesdiener es un arquitecto, que ha sido socio gerente de la oficina de Nueva York de Skidmore, Owings & Merrill (SOM). Graduado de la Escuela de Arquitectura Irwin S. Chanin de Cooper Union, Gottesdiener se unió a SOM en 1980 y fue nombrado socio en 1994. Vive con su esposa en Nueva York.
Gottesdiener es miembro del Instituto Americano de Arquitectos.

## Carrera profesional

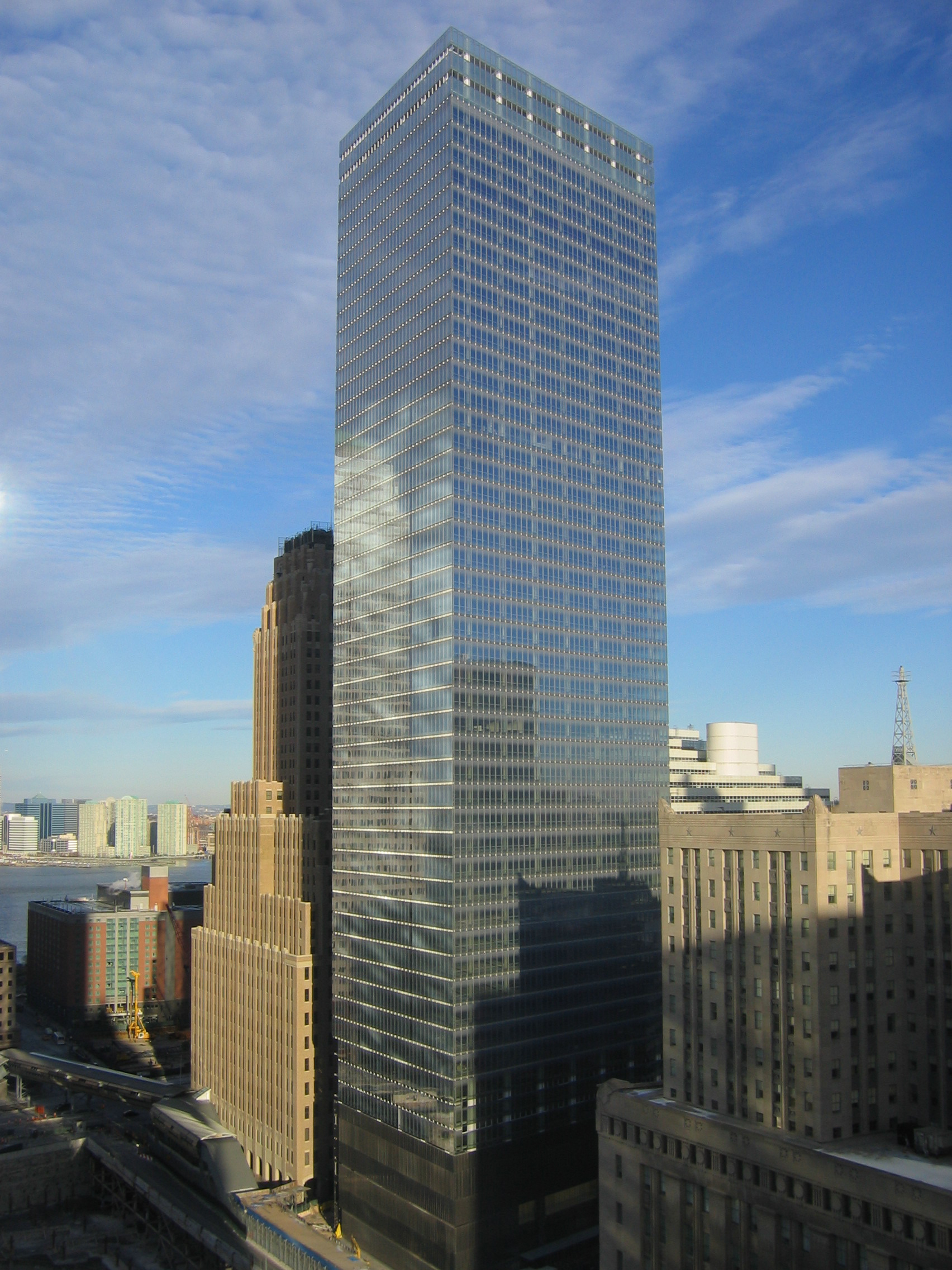
7 World Trade Center

Gottesdiener ha desarrollado su carrera en la ciudad de Nueva York y ha sido responsable de algunos de los proyectos más complejos y desafiantes de SOM en Manhattan. Estrechamente involucrado en la revitalización del Bajo Manhattan y la remodelación del solar del World Trade Center, ha desempeñado un papel importante en la planificación, el diseño y la construcción de 13 millones de pies cuadrados de construcción comercial en cooperación con las agencias responsables del monumento, funciones culturales y de transporte. Fue socio gerente de 7 World Trade Center, que se completó en 2006, y de One World Trade Center ("la Torre de la Libertad"), que se completó en julio de 2013.

### Resumen de sus proyectos
Otros proyectos importantes de la ciudad de Nueva York incluyen los 2 600 000 pies cuadrados (241 547,8 m²)  de desarrollo del Centro Time Warner; la sede de la Bolsa Mercantil de Nueva York en Battery Park; el edificio de la sede de Bear Stearns de 44 pisos en el centro de Manhattan; Times Square Site 1, 1 300 000 pies cuadrados (120 773,9 m²) edificio de oficinas en el corazón de Times Square; y la renovación del emblemático edificio Lever House. También ha trabajado en dos de los proyectos más destacados de Manhattan: el One World Trade Center y la nueva estación Moynihan. Junto con sus responsabilidades de proyecto, Gottesdiener también es responsable de la gestión y las operaciones de la oficina de SOM en Nueva York.
A nivel internacional, ha trabajado extensamente en Brasil (cinco proyectos por un total de 5 millones de pies cuadrados) y Filipinas (cinco proyectos por un total de más de 4 millones de pies cuadrados), y proyectos en Asia. Otros proyectos internacionales incluyen: Lotte Super Tower de uso mixto alto en Seúl, con 112 pisos, 1800 pies (548,6 m), en Corea del Sur; un hotel y proyecto residencial en la Ciudad de México con dos torres que suman 840 000 pies cuadrados (78 038,5 m²); la torre de oficinas AIG de 36 pisos en Hong Kong; y el proyecto Tokyo Midtown recientemente inaugurado en Japón, un plan maestro y desarrollo de uso mixto con oficinas, tiendas minoristas, residenciales, un hotel Ritz-Carlton y componentes de museo que suman más de 5 000 000 pies cuadrados (464 515 m²). También ha estado involucrado en una variedad de proyectos de arquitectura e interiores para clientes financieros y corporativos, incluidos la Bolsa de Valores de Nueva York, JP Morgan, Alcoa, Salomon Brothers y Citibank.

## Proyectos

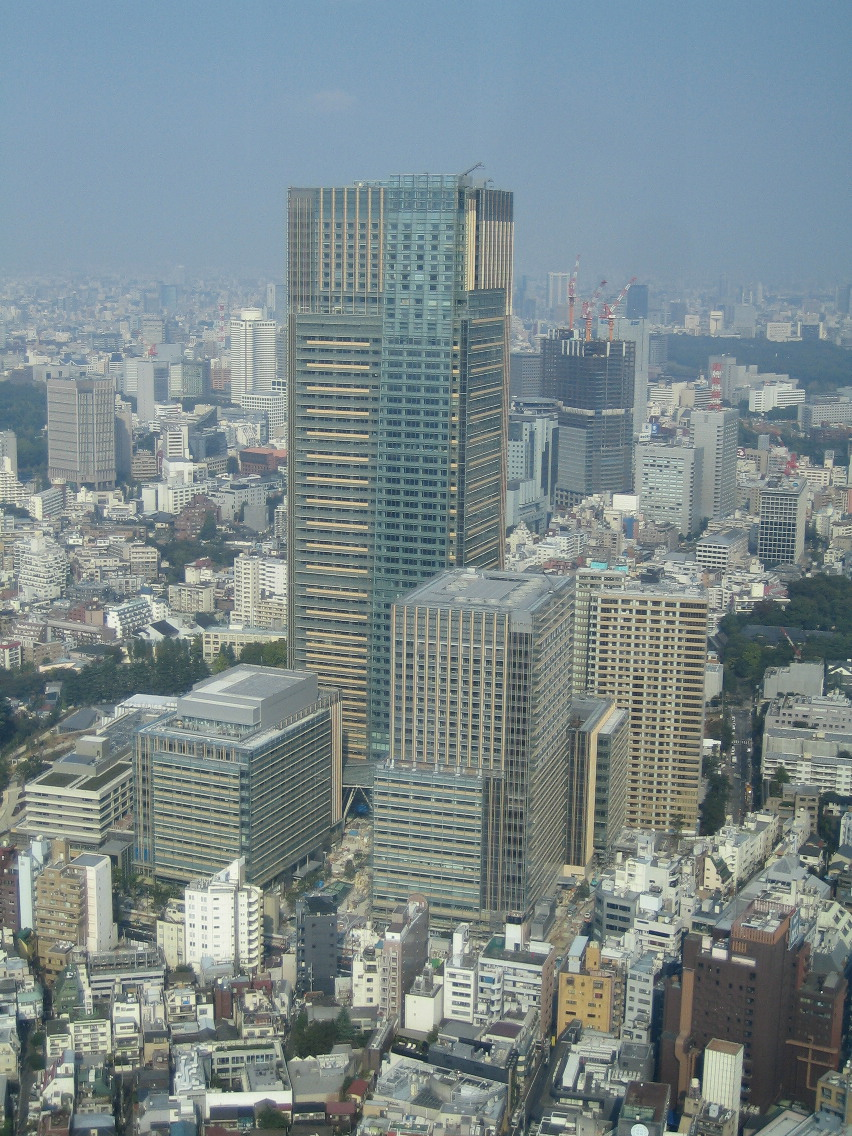
Tokio Midtown

### Nueva York
- One World Trade Center, la Torre de la Libertad
- 7 World Trade Center
- Time Warner Center
- Sede de Bear Stearns
- Torre de Times Square
- Renovación de la casa de palanca
- Bolsa Mercantil de Nueva York
- Sede de la torre de Random House
- 101 Warren Street
- Reurbanización de la estación de Moynihan

### Internacional
- Tokyo Midtown, Tokio, Japón
- Torre AIG, Hong Kong
- Aeropuerto Internacional Ben Gurion, Terminal 3 (terminal terrestre), Tel Aviv, Israel
- Sede de PhilAm Life, Manila, Filipinas
- Lotte Super Tower, Seúl, Corea
- Parque Esentai, Esentai, Kazajistán
- Distrito financiero de Almaty, Almaty, Kazajistán

## Participación cívica

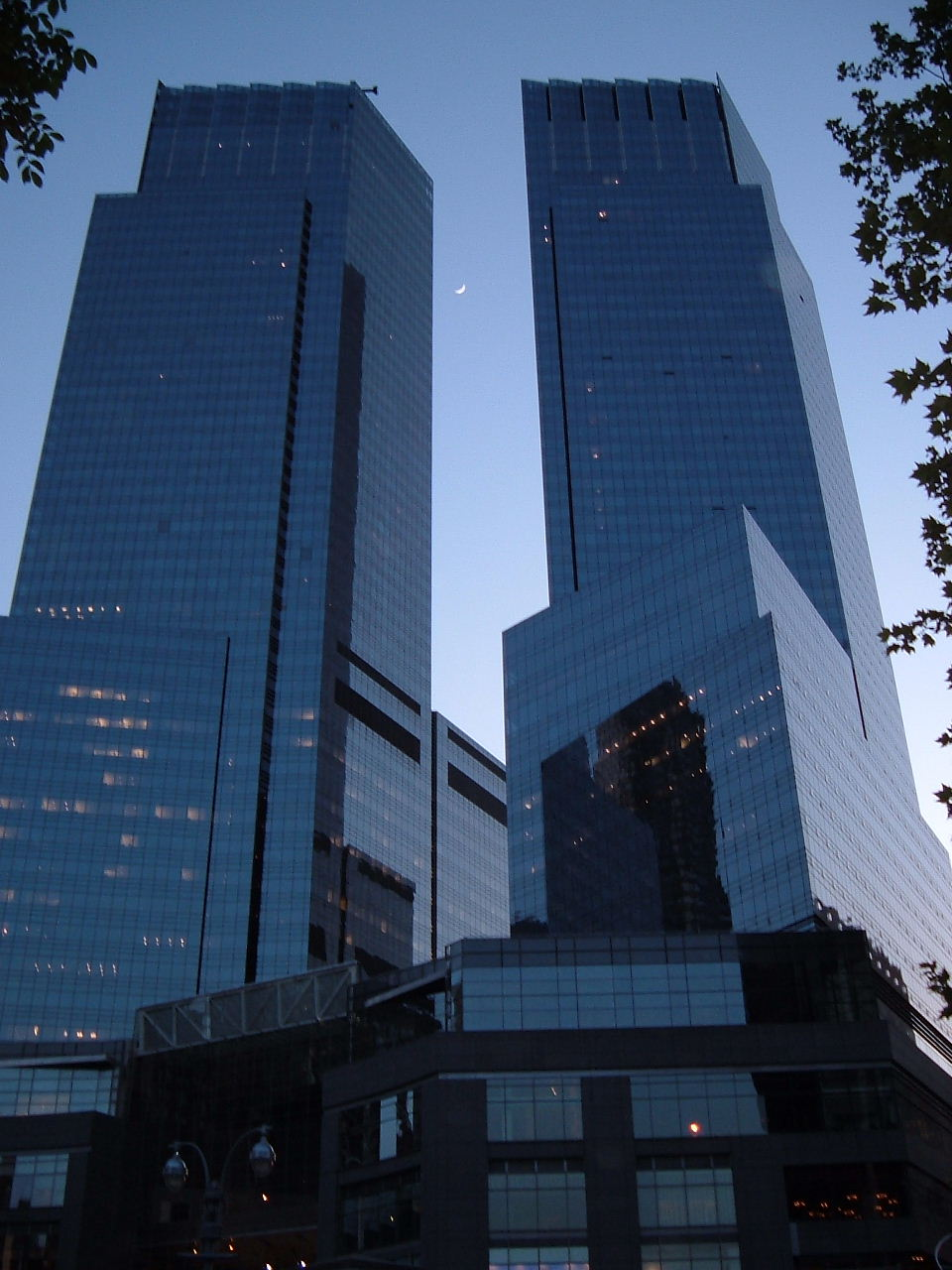
Time Warner Center

Gottesdiener también participa en algunas de las organizaciones inmobiliarias y de diseño más importantes de la ciudad de Nueva York, como el Real Estate Board of New York, el Metropolitan Museum of Art, donde actúa como vicepresidente del Real Estate Council, y en su alma mater, The Cooper Union, donde es asesor del Dean Search Committee, entre muchas otras iniciativas comunitarias como las siguientes:
- Miembro, Instituto Americano de Arquitectos[4]
- Vicepresidente del Consejo de Bienes Raíces del Museo Metropolitano de Arte[5]
- Consejo de Desarrollo Urbano de Uso Mixto, Urban Land Institute
- Miembro de la junta, Centro Internacional de Fotografía[6]
- Junta Asesora del Presidente, Cooper Union
- Miembro, Consejo de Edificios Altos y Hábitat Urbano
- Miembro de la Junta de Bienes Raíces de Nueva York
- Miembro, Museo de rascacielos[7]
- Miembro honorario, Instituto Filipino de Arquitectos